# Alnilam
Alnilam (také epsilon Orionis) je hvězda, modrý veleobr spektrální třídy B0Ia v souhvězdí Orionu, je prostřední hvězdou Orionova pásu, do kterého patří ještě Alnitak (východní) a Mintaka (západní).
Alnitak je 30. nejjasnější hvězdou na obloze a 4. nejjasnější v Orionu.

## Název
Název Alnilam pochází z arabského slova النظام (an niżām), které je příbuzné se slovem نظم (nażm, šňůra perel).

## Spektrum hvězdy
Od roku 1943 slouží spektrum hvězdy jako stabilní kotevní bod podle kterého jsou klasifikovány ostatní hvězdy. Kolem půlnoci dosahuje největší výšky nad obzorem 15. prosince.
Relativně jednoduché spektrum Alnilamu jej činí užitečným pro výzkum mezihvězdného prostředí

## Vývoj a okolí

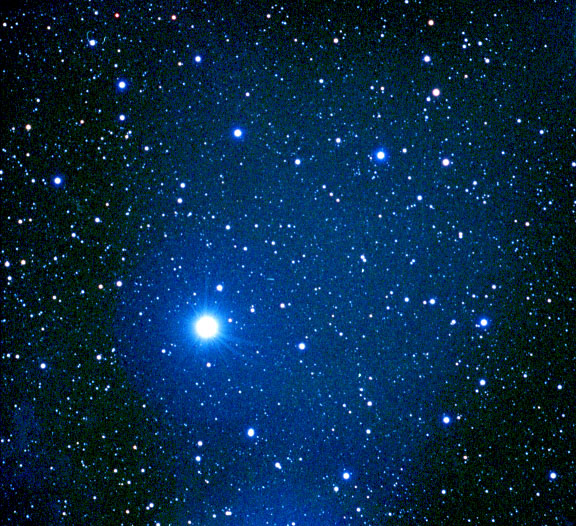
Alnilam osvětluje reflexní mlhovinu NGC 1990

Během příštího milionu let by se tato hvězda měla přeměnit v červeného veleobra a vybuchnout jako supernova. Alnilam je obklopen molekulárním mračnem NGC 1990, které hvězda zjasňuje a vytváří z něj reflexní mlhovinu.
Hvězdný vítr Alnilamu dosahuje rychlosti až 2 000 km/s a kvůli tomu hvězda ztrácí hmotu přibližně 20 milionkrát rychleji než Slunce.